# Shinden-zukuri

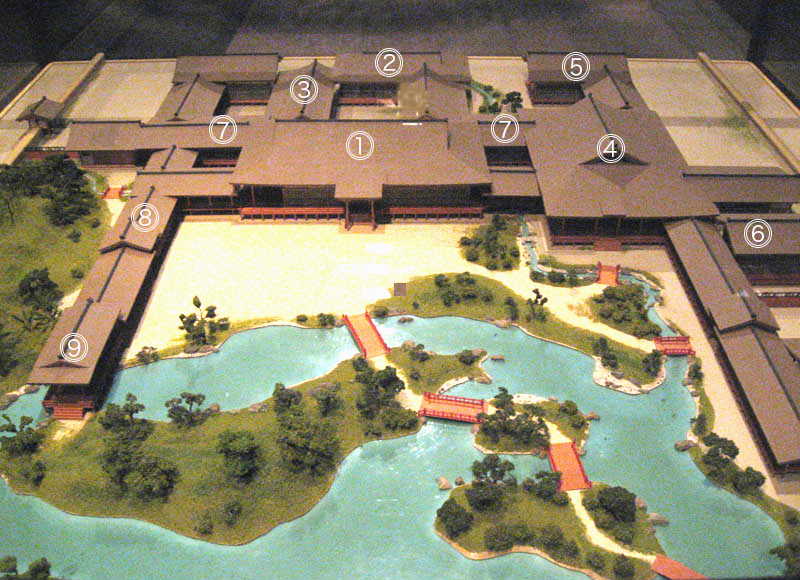
Modèle du Higashi Sanjō-dono, complexe architectural shinden-zukuri typique (n'existe plus).
----
1. Shinden (寝殿). 2. Kita-no-tai (北対). 3. Hosodono (細殿). 4. Higashi-no-tai (東対). 5. Higashi-kita-no-tai (東北対). 6. Samurai-dokoro (侍所). 7. Watadono (渡殿). 8. Chūmon-rō (中門廊). 9. Tsuridono (釣殿).

Le terme shinden-zukuri (寝殿造) renvoie au style de l'architecture japonaise développé pour les palais ou les manoirs de l'aristocratie, construits à Heian-kyō (平安京, actuelle Kyoto) à l'époque de Heian (794-1185), particulièrement dans le Japon du Xe siècle.
Le shinden-zukuri s'est développé en shoin-zukuri et en sukiya-zukuri (type d'architecture pour maison de thé séparée). Durant l'époque de Kamakura, il se développe en buke-zukuri (武家造, logement pour familles de militaires).

## Structure
Les principales caractéristiques du shinden-zukuri sont une symétrie particulière du groupe des bâtiments et un espace entre eux laissé non développé.
Un manoir est traditionnellement installé sur un carré d'un chō (町, 109,1 m) de côté. Le bâtiment principal, le shinden (寝殿, « palais dormant »), est disposé sur l'axe nord-sud central et orienté au sud sur une cour à ciel ouvert. Deux bâtiments annexes, les tai-no-ya (對屋・対屋, lit. « pièces opposées »), sont construits à droite et à gauche du shinden, tous deux orientés est-ouest.
Les tai-no-ya et le shinden sont reliés par deux couloirs appelés respectivement sukiwatadono (透渡殿) et watadono (渡殿). Un chūmon-rō (中門廊, « couloir de porte centrale »), à mi-chemin des deux couloirs, conduit à une cour sud où sont célébrées de nombreuses cérémonies. Du watadono, des couloirs étroits s'étendent vers le sud et se terminent en tsuridono, petits pavillons qui ceignent la cour selon un motif en forme de U. Les aristocrates plus riches construisent plus de bâtiments derrière le  shinden et le tai-no-te.
La pièce au centre du noyau du shinden (moya) est entourée d'une aile couverte d'un ken de large et appelée hisashi. Le moya est un grand espace cloisonné par des paravents portatifs. Les invités et les résidents de la maison sont assis sur des nattes. Comme les maisons du style shinden-zukuri se multiplient durant l'époque de Heian, elles ont tendance à être meublées et ornées de l'art caractéristique de l'époque.
En face du moya, de l'autre côté de la cour, se trouve un jardin avec un étang. L'eau coule à partir d'un ruisseau (yarimizu, 遣 水) dans un grand étang au sud de la cour. L'étang est décoré d'îlots et de ponts associés avec des formes de montagne, des arbres et des rochers visant à créer le sentiment d'être au pays d'Amida Buddha.
Les officiers et les gardes vivent près des portes à l'est.

## Styles dérivés

### Buke-zukuri

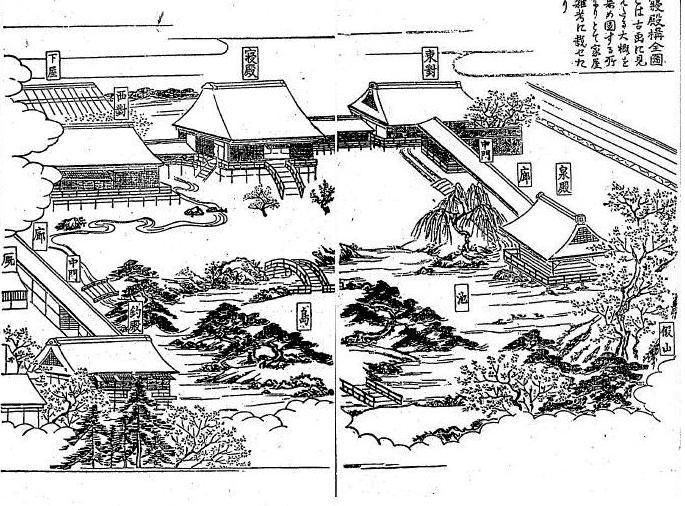

Le buke-zukuri est le style de maisons construites pour les familles de militaires. Il s'agit d'une structure similaire au shinden-zukuri de base, avec quelques changements dans les pièces pour tenir compte des différences entre la famille aristocratique et la famille de militaires. Pendant la période durant laquelle les familles de militaires prennent le pas sur celles des aristocrates, les quartiers d'habitation sont modifiés.
Chaque seigneur doit construire un espace supplémentaire afin de maintenir ses soldats autour de lui en tout temps, avec leurs armes à portée de main dans le cas d'une attaque soudaine. Pour aider à se prémunir contre ces attaques, un yagura (espèce de tour) est construit et des torches disposées dans les jardins afin qu'elles puissent être allumées aussi rapidement que possible.
Avec l'augmentation du nombre de personnes vivant sous le même toit, des chambres supplémentaires appelées hiro-bisashi (« chambre spacieuse sous les combles ») sont construites et regroupées autour du shinden. Le zensho (膳, cuisine, 所) est également agrandi pour accueillir les personnes nécessaires à la préparation de tous les plats destinés aux soldats et aux membres de la maisonnée.
Contrairement aux maisons shinden-zukuri, celles du style buke-zukuri sont simples et pratiques et ne sont pas intéressées par l'art et la beauté qui ont conduit à la chute de la cour de Heian. Les caractéristiques des pièces d'une maison buke-zukuri sont les suivantes :
- dei (出居), pièce de réception,
- saikusho (細工所), armurerie,
- tsubone (局), lieu partagé dans la maison,
- kuruma-yadori (車宿), abri pour les véhicules et les vaches,
- jibutsu-dō (持佛堂), pièce dans laquelle les tablettes ancestrales et autres symboles du culte bouddhiste sont conservés,
- gakumon-jō, lieu ou salle pour l'étude,
- daidokoro, cuisine,
- takibi-no-ma (焚火間), place du foyer,
- baba-den (馬場殿), salle de dressage des chevaux,
- umaya (厩), écurie.

Le style buke-zukuri change au cours des époques de Kamakura et de Muromachi et avec le temps, les pièces des maisons de ce style perdent de leur importance dans la mesure où les daimyos commencent à bâtir des châteaux.
Il n'y a pas d'exemples originaux restants de maisons du style shinden-zukuri, mais certains bâtiments actuels sont fidèles au style et aux modèles :
- palais de Heian,
- Byōdō-in (bâtiment du phénix),
- Hōjō-ji.